# Parc du Domaine-Howard

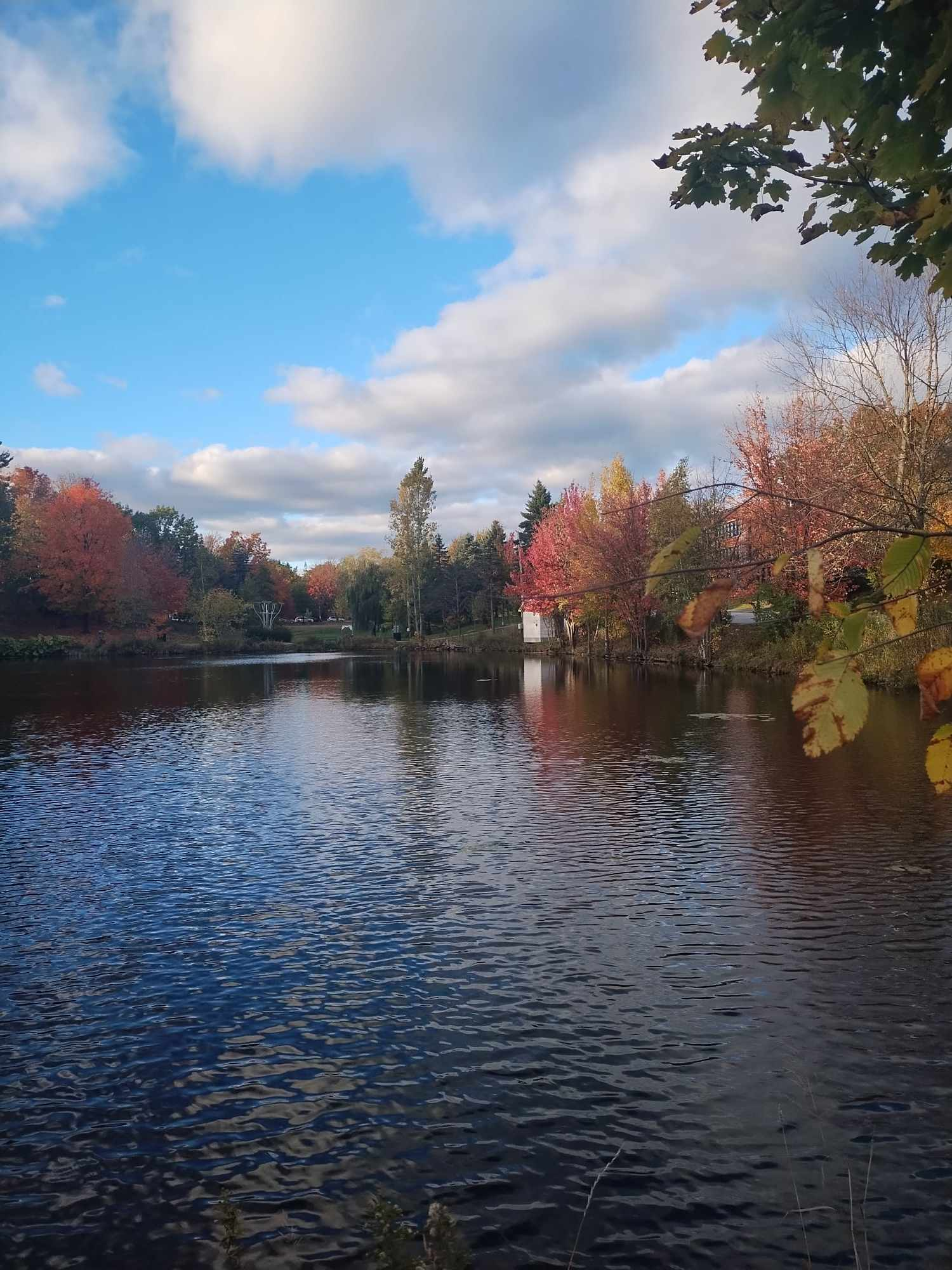
Étang du parc du Domaine-Howard en automne.

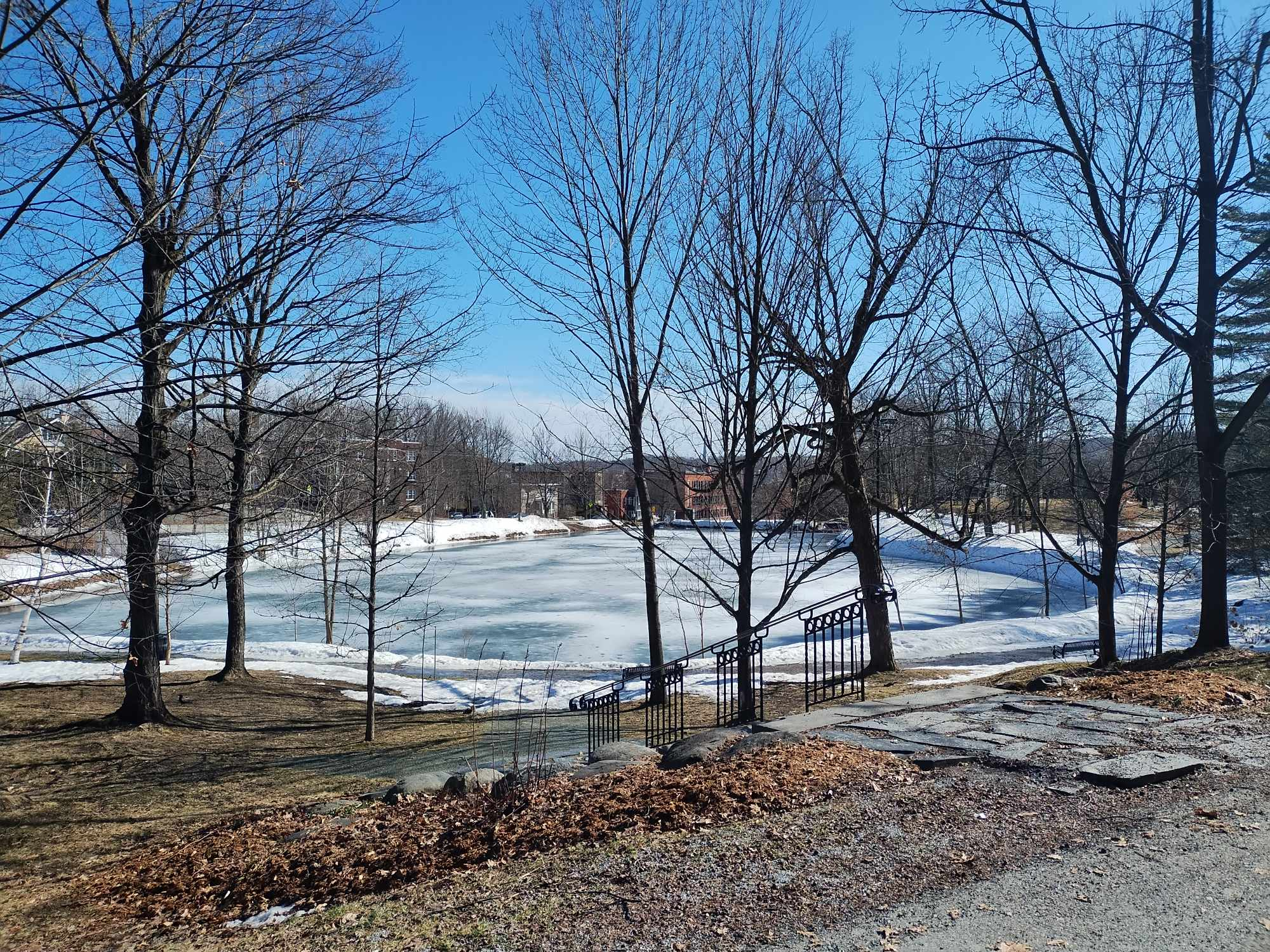
Étang du parc du Domaine-Howard lorsque gelé.

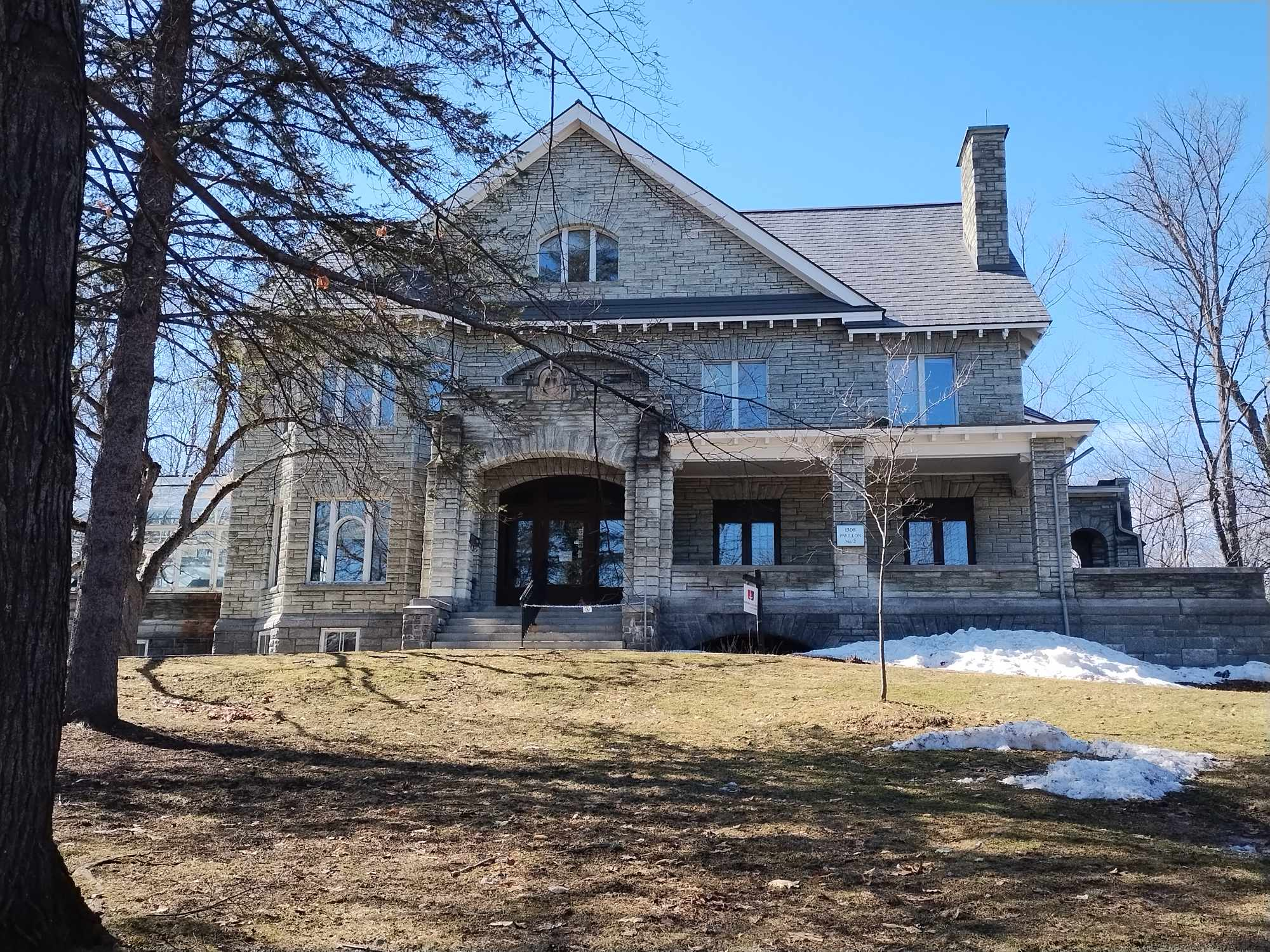
Bâtiment patrimonial au parc du Domaine-Howard.

 (mars 2025).

## Historique
La British American Land Compagny possède un terrain de 613 302 pieds2 à Sherbrooke de 1838 à 1913. Benjamin Cate Howard, homme d'affaires actif dans le commerce du bois, achète ce terrain cette année-là. Il s'agit des lots 82,83 et 84 à l'époque. Dès l'achat de ce terrain, l'intention de M. Howard est d'y contruitre une propriété pour sa famille et d'aménager un parc ouvert au public,.
Les architectes ayant participé à ce projet sont Frederick Gage Todd, architecte-paysagiste qui se concentre sur les plans du domaine ainsi que Louis-Napoléon Audet et René Charbonneau qui sont tous deux architectes assignés à l'architecture des bâtiments, notamment la maison de M. Benjamin Cate Howard et la maison de son fils, Charles-Benjamain Howard. La construction de la maison de M. Howard s'étend de 1921 à 1923, celle de son fils s'étend de 1917 à 1920.
La ville de Sherbrooke se procure l'unique serre présente en 1940. Le premier jardinier est M. Joseph Arthur Tardif. Une deuxième serre est construite en 1946 avec un bâtiment appelé «maison du jardinier». Ce bâtiment fût détruit et rebâtit en 1968.

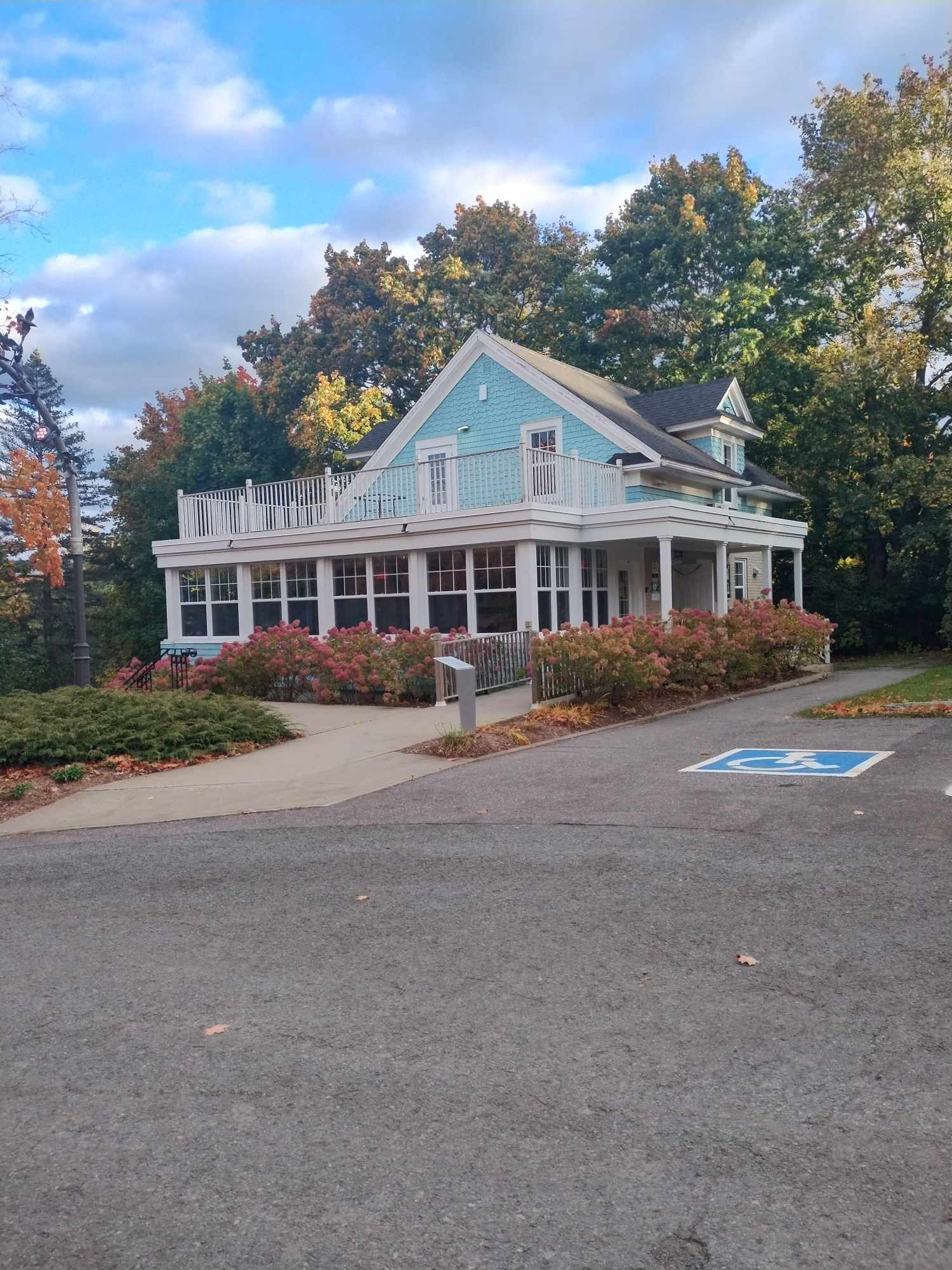
La «Maison Bleue» du parc du Domaine-Howard.

## Géographie
Le parc du Domaine-Howard est situé dans le quartier appelé «Vieux-Nord» de la ville de Sherbrooke. Il comprend un étang artificiel, un espace de verdure, de stationnements, des expositions d'horticulture un chemin de marche,.

## Bâtiments
L'adresse 151 rue de l'Ontario est située dans le parc du Domaine-Howard et appartient à une bâtisse communément appelée  Maison Bleue  puisque l'architecture évoque une maison et que les murs extérieurs sont bleu pâle.
La Maison Benjamin-C.-Howard, classée patrimoine immobilier aujourd'hui, a été bâtie dès 1921. Elle a subi des restaurations en 2011 et des rénovations en 2019.
Une serre est présente sur le terrain de ce parc. Un bâtiment est collé à l'un des corridors de la serre et est surnommé «maison du jardinier ». Deux serres sont présentes sur le terrain. L'une d'elle est de style « victorien» et classé comme patrimoine historique. Son existence remonte à 1926. Les serres sont nommées serres municipales Carl-Camirand.

## Vie ludique et sportive
L'étang du parc du Domaine-Howard se glace l'hiver et permet le patinage sur glace, dans un décor de bâtiments à l'architecture ancienne et d'arbres matures,.
Un partenariat d'organisme, dont la ville de Sherbrooke fait partie, a créer la fête hivernal au Domaine-Howard. Les activités de cet événement comprennent  notamment un feu de camp, des jeux gonflables et du patinage sur l'étang.

## Horticulture
La ville de Sherbrooke utilise les serres du parc du Domaine-Howard afin de faire de la production horticole. Environ 50 000 de différentes espèces de plantes sont utilisées à des fins de création d'œuvres de mosaïcultures.

## Vie culturelle et artistique
Des activités culturelles ont lieu au parc du Domaine-Howard. Le festival AVEC (Festival des arts vivants) propose des événements de danse, de poésie, de conte, de théâtre et autres ateliers participatifs et autres arts vivants durant le mois de juin,,.
Un des bâtiment est surnommé la Maison Bleue et accueille des artistes. Depuis 2022, des artistes peuvent y exposer leurs œuvres. Un projet-pilote de résidences artistiques expérimentales a débuté en 2023. Les résultats de ces résidences mèneront à des expositions temporaires. Ce bâtiment accueille l'organisme Arts et Culture Jacques-Cartier et l'organisme Association des Auteures et Auteurs de l'Estrie.
Les Rendez- vous d'Howard ont lieu sur le terrain du parc durant le mois de septembre. Les activités proposées ont pour but d'exposer les valeurs et coutumes des époques passées, notamment les origines culturelles, artistiques, historiques et patrimoniales des nations cannadiennes-françaises, abénaquises et anglo-saxonnes. Les touristes peuvent visiter les jardins, les mosaïcultures et les bâtiments,